# 伴野豊
伴野 豊（ばんの ゆたか、1961年1月1日 - ）は、日本の政治家。立憲民主党所属の衆議院議員（7期）。
民主党副幹事長、民主党国際局長、外務副大臣（菅直人第1次改造内閣・菅直人第2次改造内閣）、国土交通副大臣（野田第3次改造内閣）などを歴任した。

## 来歴
愛知県東海市出身。父は警察官。愛知県立瑞陵高等学校、名古屋工業大学工学部卒業。名古屋工業大学大学院修士課程修了。1985年、日本国有鉄道に入社。1987年の分割民営化により、東海旅客鉄道に入社する。1994年6月に退社し、衆議院議員の河村たかしの政策担当秘書となる。同年12月に新進党が結成されると、同党県連の事務局次長を務めた。
1995年の愛知県議会議員選挙・名古屋市港区選挙区は自民党の直江弘文と共産党の田中久幸の自共現職2議席で無投票とみられていたが、告示1週間前に伴野が新進党・社会党・公明党・新党民社・連合愛知の推薦を受けて立候補することを表明し、急遽選挙戦となった。投票は4月9日に行われ、得票数2位の田中に650票差で敗れた。
1996年10月の第41回衆議院議員総選挙に、愛知5区から新進党公認で出馬する。旧民主党の赤松広隆、自民党の木村隆秀（比例復活）に敗れ落選。
2000年6月の第42回衆議院議員総選挙では、愛知8区に国替えし、自民党で元環境庁長官の大木浩に敗れたが、重複立候補していた比例東海ブロックで復活し初当選。
2003年11月の第43回衆議院議員総選挙では、大木を破り再選。
2005年9月の第44回衆議院議員総選挙では、愛知8区で自民党の伊藤忠彦に敗れたが、比例復活により3選。
2006年3月31日、民主党代表の前原誠司が、堀江メール問題の責任をとり辞任を表明。前原の辞任に伴う代表選挙（4月7日実施）では小沢一郎の推薦人に名を連ねた。
2009年8月の第45回衆議院議員総選挙では愛知8区で4選。同年10月、民主党副幹事長に就任。
2010年6月2日、鳩山由紀夫が民主党代表と首相辞任を表明。鳩山の辞任に伴う代表選挙（6月4日実施）では樽床伸二の推薦人に名を連ねた。同年9月、菅直人第1次改造内閣で外務副大臣に就任。2011年1月発足の菅直人第2次改造内閣でも再任。
2011年9月、衆議院国土交通委員会委員長に就任。2012年10月、野田第3次改造内閣で国土交通副大臣に就任。
2012年12月16日の第46回衆議院議員総選挙は、伴野、自民党の伊藤忠彦、日本未来の党の新人、共産党の新人4人の争いとなり、伊藤に敗れ比例復活もならず落選した。
2014年12月14日の第47回衆議院議員総選挙では伊藤に敗れるも、重複立候補していた比例東海ブロックで復活し5選。
2017年7月27日、民進党代表の蓮舫が、同月の東京都議会議員選挙の結果を受けて辞任を表明。蓮舫の辞任に伴う代表選挙（9月1日実施）では前原誠司の推薦人に名を連ねた。
同年10月5日、愛知県庁舎で記者会見し、第48回衆議院議員総選挙に無所属で出馬すると表明。10月22日の総選挙で伊藤に僅差で敗れ落選。民進党が国民民主党に移行するとこれに参加し、愛知県連副代表および愛知8区支部長に就任した。
2020年8月19日、国民民主党は両院議員総会を開き、立憲民主党と合流し新党を結成する案を賛成多数で可決。9月11日、国民民主党は解党を決定し、国に届け出た。伴野は合流新党である新「立憲民主党」に参加した。9月29日、立憲民主党は常任理事会を開き、伴野を次期衆院選愛知8区公認候補に内定した。
2021年10月31日の第49回衆議院議員総選挙で伊藤に敗れるも、比例復活で6期目の当選を果たした。
2024年9月23日に実施された代表選挙では野田佳彦の推薦人に名を連ねた。
2024年10月27日の第50回衆議院議員総選挙では伊藤を破り、小選挙区で7期目の当選を果たした。

## 発言
- 2010年1月21日の衆議院予算委員会において、民主党幹事長・小沢一郎の資金管理団体による土地購入に関して読売新聞が報じた内容について「読売新聞の記事は誤報だと法務省刑事局が答えている」と発言した。これに対し法務大臣の千葉景子は「（法務省側が）誤報だと回答したことはないと承知している」と答弁した[26]。

## 政策
- 憲法改正に反対[27]。
- 集団的自衛権の行使を禁じた政府の憲法解釈を見直すことに賛成[27]。
- 日本の核武装について検討すべきでないとしている[27]。
- 原子力規制委員会の新基準を満たした原発は再開すべきとしている[27]。
- 女性宮家の創設に賛成[27]。
- 選択的夫婦別姓制度導入にどちらかといえば賛成[28]。
- 2012年時点は日本のTPP参加に賛成だった[27]。
- 第46回衆議院議員総選挙後の政権は、民主党と自由民主党の大連立が望ましいとしていた[27]。
- 永住外国人への地方選挙権付与にどちらかと言えば賛成[29]。

## 所属していた団体・議員連盟
- 民主党新時代娯楽産業健全育成プロジェクトチーム（幹事）
- 民進党建設職人の安全・地位向上推進議員連盟（会長代行）

## 選挙歴
| 当落 | 選挙                     | 執行日         | 年齢 | 選挙区             | 政党       | 得票数     | 得票率 | 定数 | 得票順位 /候補者数 | 政党内比例順位 /政党当選者数 |
| ---- | ------------------------ | -------------- | ---- | ------------------ | ---------- | ---------- | ------ | ---- | ------------------ | ---------------------------- |
| 落   | 1995年愛知県議会議員選挙 | 1995年4月9日   | 34   | 名古屋市港区選挙区 | 無所属     | 1万1640票  | 28.81% | 2    | 3/3                | /                            |
| 落   | 第41回衆議院議員総選挙   | 1996年10月20日 | 35   | 愛知県第5区        | 新進党     | 4万3028票  | 27.34% | 1    | 3/7                | /                            |
| 比当 | 第42回衆議院議員総選挙   | 2000年06月25日 | 39   | 愛知県第8区        | 民主党     | 83,988=票  | 34.96% | 1    | 2/5                | 4/7                          |
| 当   | 第43回衆議院議員総選挙   | 2003年11月09日 | 42   | 愛知県第8区        | 民主党     | 12万7411票 | 54.02% | 1    | 2/3                | /                            |
| 比当 | 第44回衆議院議員総選挙   | 2005年09月11日 | 44   | 愛知県第8区        | 民主党     | 11万5200票 | 42.86% | 1    | 2/4                | 1/8                          |
| 当   | 第45回衆議院議員総選挙   | 2009年08月30日 | 48   | 愛知県第8区        | 民主党     | 17万2839票 | 60.15% | 1    | 1/3                | /                            |
| 落   | 第46回衆議院議員総選挙   | 2012年12月16日 | 51   | 愛知県第8区        | 民主党     | 8万1078票  | 32.83% | 1    | 2/4                | 7/4                          |
| 比当 | 第47回衆議院議員総選挙   | 2014年12月14日 | 53   | 愛知県第8区        | 民主党     | 9万9058票  | 42.95% | 1    | 2/3                | 1/5                          |
| 落   | 第48回衆議院議員総選挙   | 2017年10月22日 | 56   | 愛知県第8区        | 無所属     | 10万6625票 | 45.37% | 1    | 2/3                | /                            |
| 比当 | 第49回衆議院議員総選挙   | 2021年10月31日 | 60   | 愛知県第8区        | 立憲民主党 | 12万649票  | 49.78% | 1    | 2/2                | 1/5                          |
| 当   | 第50回衆議院議員総選挙   | 2024年10月27日 | 63   | 愛知県第8区        | 立憲民主党 | 11万5282票 | 49.71% | 1    | 1/3                | /                            |